# Афумба, Жиль Антони
Жиль Антони Афумба (фр. Gilles Anthony Afoumba; род. 14 июня 1996) — конголезский легкоатлет, специалист по бегу на короткие дистанции. Выступал за сборную Республики Конго по лёгкой атлетике в 2010-х годах, победитель и призёр первенств национального значения, действующий рекордсмен страны в нескольких спринтерских дисциплинах, участник летних Олимпийских игр в Токио.

## Биография
Жиль Антони Афумба родился 14 июня 1996 года.
Впервые заявил о себе на международном уровне в сезоне 2014 года, когда вошёл в состав конголезской национальной сборной и выступил на чемпионате Африки в Марракеше: остановился в первом раунде дистанции 200 метров и дошёл до полуфинала на дистанции 400 метров.
В 2015 году на юниорском африканском первенстве в Аддис-Абебе выиграл бронзовую медаль в беге на 200 метров и стал шестым в беге на 400 метров. Позднее в тех же дисциплинах стартовал на домашних Африканских играх в Браззавиле, в дисциплине 200 метров сумел дойти здесь до стадии полуфиналов. Также вместе с соотечественниками бежал эстафеты 4 × 100 и 4 × 400 метров, но в финал не вышел.
В 2016 году бежал 200 и 400 метров на чемпионате Африки в Дурбане.
В июне 2019 года на соревнованиях во французском Монжероне установил ныне действующий национальный рекорд Республики Конго в беге на 400 метров на открытом стадионе — 45,64, тогда как в августе принимал участие в Африканских играх в Рабате, где в финале той же дисциплины финишировал четвёртым.
Зимой 2020 года на стартах в Нанте и Реймсе установил ныне действующие рекорды Конго в беге на 200 и 400 метров в помещении — 21,39 и 46,68 соответственно.
Благодаря череде удачных выступлений удостоился права защищать честь страны на летних Олимпийских играх в Токио — на предварительном квалификационном этапе дисциплины 400 метров показал время 46,03, чего оказалось недостаточно для выхода в полуфинальную стадию соревнований. Являлся знаменосцем конголезской делегации на церемонии закрытия Игр.
В 2022 году должен был бежать 400 метров на чемпионате Африки в Сен-Пьере, но в итоге на старт здесь не вышел.